# アイントリング
アイントリング (ドイツ語: Aindling) はドイツ連邦共和国バイエルン州シュヴァーベン行政管区のアイヒャッハ＝フリートベルク郡に属す市場町で、アイントリング行政共同体の本部所在地である。
この町はドイツの5大サッカーリーガの一つであるバイエルンリーガで長年プレイしているサッカークラブチームTSVアイントリングで広く知られている。アイントリング水浴場も有名である。

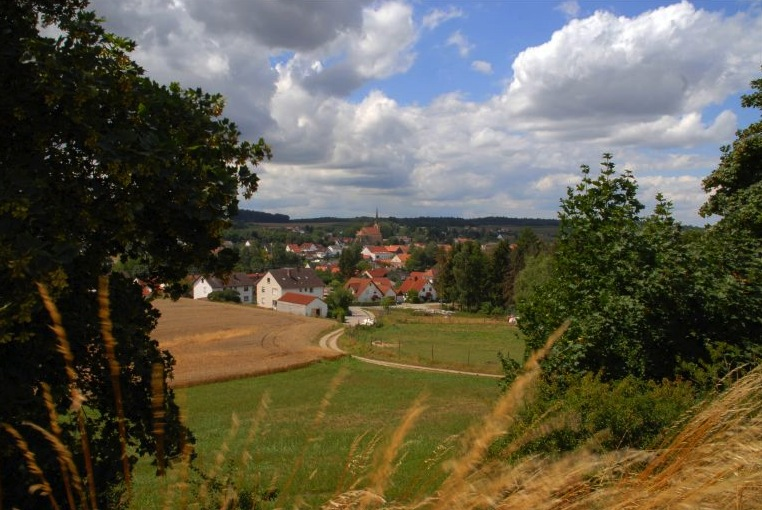
アイントリング遠望

## 地理
アイントリングはアウクスブルク地方に位置する。

### 自治体の構成
この町は、公式には11の地区 (Ort) からなる。このうち小集落や孤立農場などを除く集落を以下に列記する。
| - アイントリング - アルンホーフェン - ビンネンバッハ - エーデンハウゼン - アイジンガースドルフ | - ガウルツホーフェン - ハウゼン - ピヒル - シュトッツァート |

### 隣接する市町村
- アフィング（アイヒャッハ＝フリートベルク郡）
- ホレンバッハ（アイヒャッハ＝フリートベルク郡）
- ペータースドルフ（アイヒャッハ＝フリートベルク郡）
- ペットメス（アイヒャッハ＝フリートベルク郡）
- レーリング（アイヒャッハ＝フリートベルク郡）
- ティーアハウプテン（アウクスブルク郡）
- トッテンヴァイス（アイヒャッハ＝フリートベルク郡）

## 歴史
この町の創設は6-7世紀の入植に始まる。1033年に皇帝コンラート2世はウーダルシャルク伯領内の「Enilingun 王領」をすべての権利や関連する財産とともにフライジング司教エーギルベルトに贈った。市場開催権の付与は1479年になされた。その後この市場町は、バイエルン選帝侯領のミュンヘン会計局およびアイヒャッハ裁判所に属した。アイントリングはある程度の行政権を含む市場開催権を有していた。1906年に地域病院が建設された。1991年の郡立病院閉鎖後は老人ホームに転用されている。

### 人口推移
- 1970年 2,954人
- 1987年 3,471人
- 2000年 4,407人

## 行政
町長はゲルトルート・ヒッツラー (CSU/Freie Wählergemeinschaft) である。彼女は2020年3月15日の選挙で町長に選出された。

### 町議会
町議会は第1町長と15人の議員からなる。

### 姉妹都市
- Avord（フランス、シェール県）1977年5月21日

## 経済と社会資本

### 教育
- 国民学校 1校

## 文化と見所

### 建築
- 聖マルティン教区教会
- ピヒル城

## 引用
1. ↑  https://www.statistikdaten.bayern.de/genesis/online?operation=result&code=12411-003r&leerzeilen=false&language=de Genesis-Online-Datenbank des Bayerischen Landesamtes für Statistik Tabelle 12411-003r Fortschreibung des Bevölkerungsstandes: Gemeinden, Stichtag (Einwohnerzahlen auf Grundlage des Zensus 2011)
2. ↑  Bayerische Landesbibliothek Online
3. ↑  “Wahl des ersten Bürgermeisters - Kommunalwahlen 2020 im Markt Aindling - Gesamtergebnis”. 2021年4月4日閲覧。